# Брухзал
Брухзал (њем. Bruchsal) град је у њемачкој савезној држави Баден-Виртемберг. Једно је од 32 општинска средишта округа Карлсруе. Према процјени из 2010. у граду је живјело 43.267 становника. Посједује регионалну шифру (AGS) 8215009.

## Географски и демографски подаци
Брухзал се налази у савезној држави Баден-Виртемберг у округу Карлсруе. Град се налази на надморској висини од 114 метара. Површина општине износи 93,0 km². У самом граду је, према процјени из 2010. године, живјело 43.267 становника. Просјечна густина становништва износи 465 становника/km².

## Међународна сарадња
| Мјесто  | Држава               | Врста сарадње | Од    |
| ------- | -------------------- | ------------- | ----- |
| Тржич   | Словенија            | партнерство   | 1989. |
| Волтера | Италија              | пријатељство  | 1990. |
| Кумбран | Уједињено Краљевство | партнерство   | 1979. |
|         | Француска            | партнерство   | 1965. |
|         | Француска            | партнерство   | 1989. |
| Извор   |                      |               |       |